# Marguerite Monvoisin
Marie Marguerite Monvoisin o Montvoisin (1658-muerta después de 1682) fue hija de La Voisin y testigo principal en el conocido como asunto de los venenos. Su confesión, realizada después de la ejecución de su madre, implicó a Madame de Montespan, amante de Luis XIV, lo que provocó que el monarca cerrase la investigación y clasificase los documentos relativos al caso.

## Biografía
Marie Marguerite Monvoisin fue hija del joyero Antoine Monvoisin y la famosa adivina La Voisin. Su madre era, de hecho, el centro de una organización criminal dedicada a la distribución de veneno y a la celebración de misas negras para la aristocracia. Tras el arresto de su madre el 12 de marzo de 1679, Monvoisin permaneció junto a su padre hasta su muerte en mayo de ese mismo año. El 26 de enero de 1680, Monvoisin y sus hermanos fueron arrestados y trasladados a Vincennes para ser interrogados.

### Testimonio
En los meses de julio y agosto de 1680, tras la ejecución de su madre, Monvoisin reveló detalles tales como la lista de clientes de La Voisin, su relación con Madame de Montespan y el intento de asesinato del rey. Por aquel entonces, Adam Lesage realizó su confesión, añadiendo que se habían llevado a cabo sacrificios de niños durante la celebración de misas negras organizadas por La Voisin.
El 1 de octubre, Françoise Filastre confirmó bajo tortura las declaraciones vertidas por Monvoisin acerca de la relación de su madre con Montespan y las declaraciones hechas por Lesage sobre el sacrificio de niños. Esta confesión involucró a muchas personas de alto rango, lo que provocó el cierre de la investigación por orden de Luis XIV.
El 9 de octubre, Monvoisin corroboró los testimonios de Lesage y Filastre sobre el sacrificio de niños, seguido por la confirmación de los mismos tras la confesión de Étienne Guibourg al día siguiente. La declaración de Monvoisin fue considerada crucial, en particular porque no había sido acusada de haber participado en ningún crimen, siendo únicamente testigo de los hechos.

### Encarcelamiento
Los restantes miembros de la organización no llegaron a ser juzgados, siendo condenados a cadena perpetua mediante una lettre de cachet y sus confesiones selladas. Todos los presos se vieron condenados al silencio, siendo los centinelas que los custodiaban advertidos de su tendencia a decir mentiras sobre Madame de Montespan. Étienne Guibourg, Louis Galet, Adam Lesage y Romani fueron encerrados en el Château de Besançon, mientras que Betrand fue encarcelado en el Château de Salces; Marguerite Monvoisin, junto con La Pelletière, La Poulain, Magdelaine Chapelain, Marguerite Delaporte y Catherine Leroy, asociadas de su madre, fueron encerradas en Belle-Île-en-Mer. La fecha de sus muertes es desconocida.
Se ordenó que las presas fuesen custodiadas por mujeres con el fin de evitar que pudiesen hacer uso de su sexualidad para escapar. Al contrario que sus cómplices masculinos, las mujeres no fueron encadenadas a la pared a menos que hubiesen tenido mala conducta. La información sobre los prisioneros durante su encarcelamiento es escasa: en una nota se afirma que en enero de 1687 se permitió que las presas encerradas en Belle-Île-en-Mer pudiesen utilizar braseros en pleno invierno, siendo ésta una de las pocas ocasiones en que se hizo mención a las condenadas tras el cierre de la investigación.